# Syafaat
Syafaat (19) – brunejski okręt patrolowy z początku XXI wieku, jedna z czterech zamówionych w Niemczech jednostek typu Ijhtihad. Okręt został zwodowany w 2010 roku w niemieckiej stoczni Lürssen w Vegesack, a do służby w Królewskiej Marynarce Wojennej Brunei wszedł w sierpniu 2010 roku. Jednostka, oznaczona numerem taktycznym 19 nadal znajduje się w składzie floty i ma status operacyjny (stan na 2020 rok).

## Projekt i budowa
Okręty patrolowe typu Ijhtihad zostały zamówione przez rząd Brunei w stoczni Lürssen w Vegesack (projekt o nazwie FPB 41) . Przeznaczeniem jednostek są operacje patrolowania i nadzoru morskiego, kontrola granic i operacje na płytkich wodach przybrzeżnych .
„Syafaat” został zwodowany w 2010 roku .

## Dane taktyczno-techniczne
„Syafaat” jest okrętem patrolowym o długości całkowitej 41,3 metra, szerokości 7,7 metra i zanurzeniu 1,7–1,9 metra . Wyporność pełna wynosi 262 tony . Okręt napędzany jest przez dwa silniki wysokoprężne MTU 16V 4000 M93L o łącznej mocy 6,9 MW (9225 KM), poruszające poprzez wały napędowe dwoma śrubami o stałym skoku. Maksymalna prędkość jednostki wynosi 33 węzły. Zasięg wynosi 1500 Mm przy prędkości 12 węzłów .
Uzbrojenie jednostki składa się z dziobowego działka rewolwerowego Rheinmetall MLG 27 kalibru 27 mm oraz dwóch pojedynczych karabinów maszynowych kalibru 7,62 mm . Wyposażenie radioelektroniczne obejmuje radar nawigacyjny Furuno 2217, system walki Thales Cutlass i głowicę elektrooptyczną Zeiss MEOS II . Okręt może również przenosić czterometrową łódź hybrydową, obsługiwaną przez żurawik .
Załoga okrętu składa się z 16 oficerów, podoficerów i marynarzy, z możliwością zaokrętowania dalszych pięciu osób .

## Służba
„Syafaat” został przyjęty do służby w Królewskiej Marynarce Wojennej Brunei w sierpniu 2010 roku. Jednostka otrzymała numer burtowy 19 . Jednostka nadal znajduje się w składzie floty i ma status operacyjny (stan na 2020 rok) .